# Taraxacum loratum
Taraxacum loratum — вид квіткових рослин родини айстрових (Asteraceae).

## Поширення
Ендемічна флора Ісландії.